# Exèrcit de Tamil Eelam
L'Exèrcit de Tamil Eelam (Tamil Eelam Army TEA) fou un partit polític i militar tàmil a Ceilan que va ser fundat per Panegoda Kathiresan àlies Maheswaran el 1983.
Eren pocs militants però molt actius. Fou acusat de l'atac amb bomba a les oficines de les línies aèries cingaleses a Madras el 1984, que segons ells va esclatar per error, i que va provocar la mort de 33 persones i 27 de ferides; després d'això, per la persecució policial, va quedar desorganitzada i els militants van fugir a l'Índia. Maheswaran fou detingut a la India el 1998.